# Jeanne M. Marrazzo
Jeanne Marisa Marrazzo es una médica y científica estadounidense especialista en enfermedades infecciosas. Fue directora de la División de Enfermedades Infecciosas de la Facultad de Medicina de la Universidad de Alabama y se centró en la prevención infección por VIH haciendo uso de intervenciones biomédicas. Es miembro del Colegio Estadounidense de Médicos (American College of Physicians) y de la Sociedad de Enfermedades Infecciosas de América (Infectious Disease Society of America). El 2 de agosto de 2023, fue nombrada directora del Instituto Nacional de Alergias y Enfermedades Infecciosas. 

## Biografía
Creció en Dunmore, Pensilvania,   y eligió estudiar la carrera de medicina porque su madre era enfermera y su modelo a seguir.  Obtuvo su título universitario en biología en Radcliffe College y posteriormente el título de médico por el Jefferson Medical College de la Universidad Thomas Jefferson . Jeanne Marrazzo completó su formación de residencia y su residencia principal en medicina interna en el Hospital Yale-New Haven. 

## Trayectoria científica
En 1995 se unió a la facultad de la Facultad de Medicina de la Universidad de Washington. Durante su estancia cofundó el Estudio de salud de mujeres lesbianas/bisexuales con Kathleen Stine, una enfermera especializada, tras notar que un número inusual de mujeres de mediana edad tenían pruebas de Papanicolaou anormales. Los resultados de sus hallazgos les aseguraron financiación del Instituto Nacional de Alergias y Enfermedades Infecciosas (NIAID por sus siglas en inglés) para investigar la prevalencia y rutas de transmisión de diversas enfermedades de transmisión sexual (ETS) entre mujeres lesbianas y bisexuales.  Esto llevó a un estudio titulado Prueba de Papanicolaou y prevalencia de la infección por el virus del papiloma humano genital en mujeres que tienen sexo con mujeres. Se encontró que de 300 mujeres en el área de Seattle, el 13% dio positivo para el virus del papiloma humano (VPH) y el 4% tenía cambios pre-cancerosos en una prueba de Papanicolaou.  Al año siguiente de la publicación de este estudio, fue elegida miembro del Colegio Estadounidense de Médicos.
En 2005, fue coautora de un estudio con David N. Fredricks y Tina L. Fiedler titulado Identificación molecular de bacterias asociadas con la vaginosis bacteriana, que se centró en las causas de la vaginosis bacteriana. 
En 2008, fue nombrada miembro de la Junta de Subespecialidades en Enfermedades Infecciosas por la Junta Estadounidense de Medicina Interna (ABIM por sus siglas en inglés),  y cuatro años más tarde fue nombrada presidenta de la misma organización.  Durante este tiempo, también fue elegida miembro de la Sociedad Estadounidense de Enfermedades Infecciosas y profesor visitante Bennett Lorber en la Universidad de Temple. 
Desde 2009 hasta 2012, Marrazzo realizó el Estudio VOICE (Vaginal and Oral Interventions to Control the Epidemic) a través de la Red de Ensayos de Microbicidas. Éste consistió en un ensayo aleatorio controlado con placebo que examinó los efectos que el uso diario de tenofovir disoproxil fumarato oral tuvo en más de 5.000 mujeres de 15 sitios en Sudáfrica, Uganda y Zimbabue .  El artículo final publicado no logró demostrar que la profilaxis oral previa a la exposición o un gel microbicida vaginal que contenga tenofovir fuera eficaz para reducir el riesgo de contraer VIH. 
Jeanne Marrazzo es considerada una experta en el campo de la prevención del VIH. Incluso fue nombrada copresidenta de un panel interdisciplinario de expertos para crear una guía para lograr una generación libre de sida. Las directrices, que se publicaron posteriormente en el Journal of the American Medical Association , integraron intervenciones conductuales basadas en evidencia para personas con VIH o con alto riesgo de infección por VIH.  Sus esfuerzos en la prevención del VIH le valieron el Premio al Logro de la Asociación Estadounidense de Enfermedades de Transmisión Sexual (American Sexually Transmitted Diseases Association - ASTDA) de 2015  y el nombramiento como presidenta del Consejo de la Junta Estadounidense de Medicina Interna. 
En 2016, sucedió a Edward W. Hook, III como directora de la División de Enfermedades Infecciosas de la Facultad de Medicina de la Universidad de Alabama.  Después de dejar el cargo de presidenta de la Sociedad Internacional para la Investigación de ETS, fue nombrada miembro de la junta directiva de la Sociedad Estadounidense de Enfermedades Infecciosas. 
El 23 de octubre de 2019, fue nombrada investigadora principal de un estudio de tres años de duración con una subvención de 3,5 millones de dólares del NIAID para probar la eficacia de la vacuna meningocócica (Bexsero) en la protección de las poblaciones vulnerables de la gonorrea. 
Durante la pandemia de COVID-19, estudió si los coágulos de sangre podrían provocar la propagación del virus por el cuerpo humano.  También supervisó los ensayos clínicos de remdesivir como tratamiento contra la COVID-19 en la Universidad de Alabama en Birmingham .  
En agosto de 2023, Marrazzo fue nombrada directora del Instituto Nacional de Alergias y Enfermedades Infecciosas (NIAID) de los NIH, sucediendo al director interino Hugh Auchincloss.  Al identificarse como lesbiana, es la primera miembro de la comunidad LGBT en ocupar dicho cargo. 

## Publicaciones Seleccionadas
Algunas de sus publicaciones más destacadas se encuentran:
- Marrazzo, Jeanne M.; Ramjee, Gita; Richardson, Barbra A.; Gomez, Kailazarid; Mgodi, Nyaradzo; Nair, Gonasagrie; Palanee, Thesla; Nakabiito, Clemensia et al. (5 de febrero de 2015). «Tenofovir-Based Preexposure Prophylaxis for HIV Infection among African Women». New England Journal of Medicine (en inglés) 372 (6): 509-518. ISSN 0028-4793. PMC 4341965. PMID 25651245. doi:10.1056/NEJMoa1402269.
- Unemo, Magnus; Bradshaw, Catriona S; Hocking, Jane S; de Vries, Henry J C; Francis, Suzanna C; Mabey, David; Marrazzo, Jeanne M; Sonder, Gerard J B et al. (9 de julio de 2017). «Sexually transmitted infections: challenges ahead». The Lancet Infectious Diseases 17 (8): e235-e279. ISSN 1473-3099. PMID 28701272. doi:10.1016/s1473-3099(17)30310-9.
- Van Gerwen, Olivia T.; Muzny, Christina A.; Marrazzo, Jeanne M. (2 de agosto de 2022). «Sexually transmitted infections and female reproductive health». Nature Microbiology (en inglés) 7 (8): 1116-1126. ISSN 2058-5276. PMC 9362696. PMID 35918418. doi:10.1038/s41564-022-01177-x.